# Eliza Cook
Eliza Cook, född den 24 december 1818 i Southwark, död den 23 september 1889 i Wimbledon, var en engelsk skald.
Eliza Cook offentliggjorde 1838 ett band dikter under titeln Melaia and other poems, vilka liksom hennes senare utkomna Poems (1846–53) förskaffade henne stor popularitet. Hon ägde en varm känsla och melodiskt språk, men var ej i högre mening originell. Åren 1849–1854 redigerade hon en tidning, ur vilken hon 1860 utgav en samling utdrag under titeln Jottings from my journal. Senare verk är diktsamlingen New echoes and other poems (1864) samt ett band aforismer, Diamond dust (1865). Hennes Poetical works utkom 
1869 (ny upplaga 1870). Sedan 1864 uppbar hon en årlig statspension av 100 pund sterling.